# Juan Francisco Pico de la Mirandola
Juan Francisco Pico de la Mirandola (Mirandola, 1469 - Mirandola, 1533), también conocido por su nombre en italiano Giovanni Francesco II Pico della Mirandola o incluso como Gianfrancesco II Pico della Mirandola, fue un filósofo y escritor humanista italiano, sobrino del famoso Giovanni Pico della Mirandola. Se caracterizó por reivindicar la primacía de la doctrina cristiana contra la cultura clásica pagana, característica de su tiempo.

## Biografía
Juan Francisco nació en la noble familia de los Pico, su padre era Galeoto Pico, hermano del famoso humanista y escritor Giovanni Pico della Mirandola, y su madre era María, hija de Scipion Deste.
El emperador Maximiliano le nombró señor de Mirandola, pero por algunas contiendas con algunos miembros de su familia se alejó en dos ocasiones de la ciudad, la primera vez en 1502 y la segunda entre 1508 y 1511.
Era partidario de la doctrina de Girolamo Savonarola, a quien defendió haciendo una vida apologética del fraile dominico. Por una parte sostuvo la necesidad de hacer una reforma de la Iglesia, pero por otra no creía que esta se debía fundar sobre las bases de la cultura clásica, como proponía Marsilio Ficino. Estaba convencido de que cultura clásica y el catolicismo eran incompatibles. Atacó fuertemente las teorías renacentistas de su tiempo sobre la astrología.
En el ámbito de la filosofía se identifica con algunas tesis típicas del escepticismo de Pirrón y de Sexto Empírico. Niega la validez de los silogismos y del individualismo. Para Pico el fundamento de la fe es la revelación y no la demostración.
Las contiendas familiares terminaron con su muerte, y la de su hijo menor Alberto, a manos de uno de sus sobrinos, de nombre Galeoti.

## Proyecto de Reforma
Juan Francisco, en marzo de 1517, redactó un proyecto de reforma para el papa León X. A diferencia de otros partidarios de la reforma católica de su tiempo, como los monjes camaldulenses Pablo Justiniani y Pedro Quirini, que utilizan palabras fuertes a la hora de denunciar cuáles eran los abusos de la Iglesia, escogió la vía de la conciliación, utilizando un lenguaje culto con la intención de no ofender a nadie, lo que para algunos explica el hecho de que no haya sido tenido en cuenta. Aun así se atreve a plantear, a su modo, cuáles pueden ser las causas de la decadencia de la Iglesia:

No pido que los sacerdotes se den golpes de pecho con una piedra, pero que no adornen a las prostitutas con preciosos collares ni calzados con gemas del Idaspe. Y mucho menos quisiera imponer a ellos que se habitúen a ayunos de Hilarión, pero que no imiten o incluso asistan a la mesa de los sibaritas (...) No se crean que cuando les amonesto a ser generosos en el dar, pretendo obligarlos a imitar en todo aquel espléndido y famosísimo gesto de Martín, que dividió la capa para vestir a un pobre mendicante que titilaba de frío. Pero quisiera que aquellos que tienen dinero en abundancia, fuesen inducidos, por el ejemplo de Martín, a revestir al desnudo, más que cubrir con paños de púrpura sus caballos.
Juan Francisco Pico, De reformandis moribus

## Obras
Escribió 15 obras. Entre ellas resaltan dos biografías, la primera sobre su tío, el humanista y filósofo Giovanni Pico della Mirandola, y otra sobre el fraile dominico Girolamo Savonarola, esta última de estilo apologético.
Además escribió:
- De rerum praenotione, un escrito contra la astrología.
- De reformandis moribus, cuyo destinatario era el papa León X.
- Examen vanitatis doctrinae gentium et veritatis christianae disciplinae, de 1520, en el que ataca la filosofía aristotélica.
- La strega (en italiano), «la bruja», de 1523, en el que habla sobre las posesiones demoníacas.